# RRAS2
RRAS2 (англ. Related RAS viral (r-ras) oncogene homolog 2) – білок, який кодується однойменним геном, розташованим у людей на короткому плечі 11-ї хромосоми. Довжина поліпептидного ланцюга білка становить 204 амінокислот, а молекулярна маса — 23 400.
| 10         |  | 20         |  | 30         |  | 40         |  | 50         |
| ---------- |  | ---------- |  | ---------- |  | ---------- |  | ---------- |
| MAAAGWRDGS |  | GQEKYRLVVV |  | GGGGVGKSAL |  | TIQFIQSYFV |  | TDYDPTIEDS |
| YTKQCVIDDR |  | AARLDILDTA |  | GQEEFGAMRE |  | QYMRTGEGFL |  | LVFSVTDRGS |
| FEEIYKFQRQ |  | ILRVKDRDEF |  | PMILIGNKAD |  | LDHQRQVTQE |  | EGQQLARQLK |
| VTYMEASAKI |  | RMNVDQAFHE |  | LVRVIRKFQE |  | QECPPSPEPT |  | RKEKDKKGCH |
| CVIF       |  |            |  |            |  |            |  |            |

A: Аланін

C: Цистеїн

D: Аспарагінова кислота

E: Глутамінова кислота

F: Фенілаланін

G: Гліцин

H: Гістидин

I: Ізолейцин

K: Лізин

L: Лейцин

M: Метіонін

N: Аспарагін

P: Пролін

Q: Глутамін

R: Аргінін

S: Серин

T: Треонін

V: Валін

W: Триптофан

Кодований геном білок за функцією належить до фосфопротеїнів. 
Задіяний у таких біологічних процесах, як ацетилювання, альтернативний сплайсинг. 
Білок має сайт для зв'язування з нуклеотидами, ГТФ. 
Локалізований у клітинній мембрані, мембрані.